# Collision aérienne

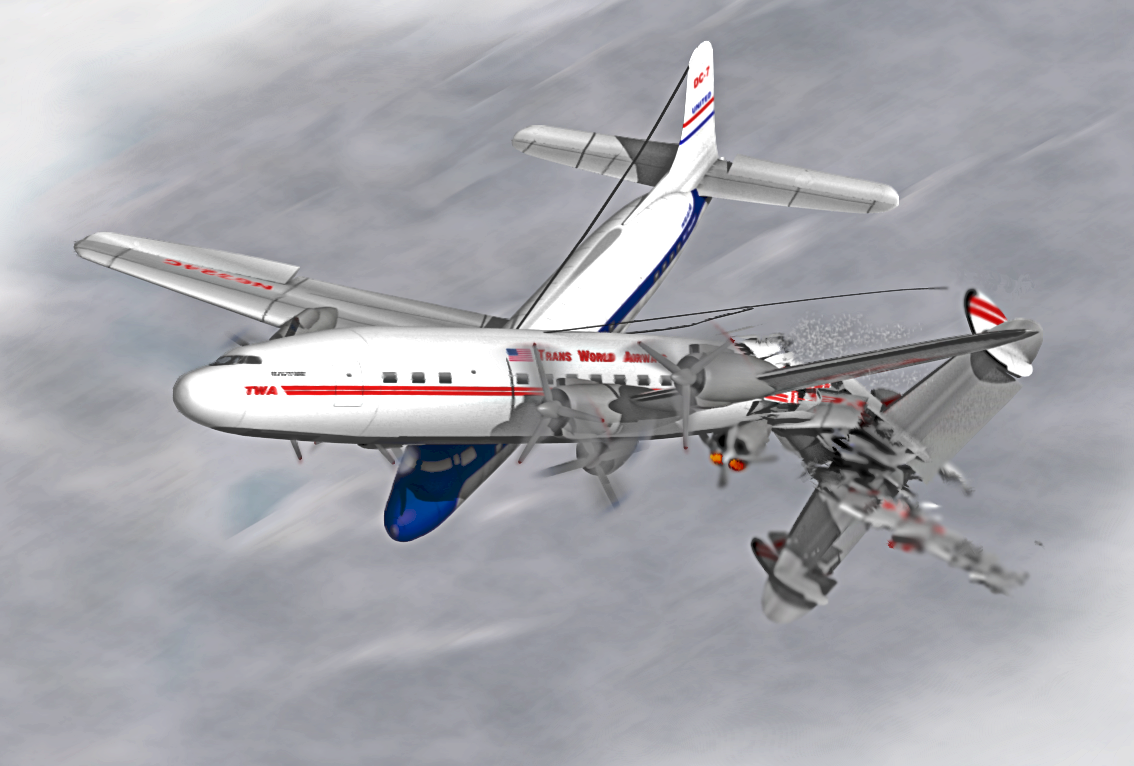
Illustration de la collision aérienne du Grand Canyon en 1956.

La collision aérienne ou collision en vol, appelée aussi abordage par le Bureau d'enquêtes et d'analyses pour la sécurité de l'aviation civile, est un accident aérien dans lequel il y a un impact violent en l'air entre au moins deux aéronefs ou entre un aéronef et d'autres objets (oiseaux, câbles de lignes électriques). 

## Historique

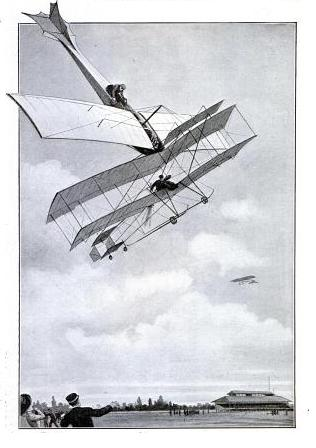
La première collision aérienne entre deux avions (représentation datée de janvier 1911).

La première collision aérienne historiquement attestée se déroule le 1er octobre 1910 lors du meeting aérien Milano Circuito Aereo Internazionale en Italie : le pilote René Thomas sur un monoplan Antoinette IV (en) entre en collision avec le biplan Farman du capitaine Bertram Dickson. Ce dernier est sérieusement blessé, et ne pourra plus revoler avant son décès en 1913.
La première collision aérienne entre deux avions de ligne a lieu au-dessus du territoire français le 7 janvier 1922 à Thieuloy-Saint-Antoine. Un De Havilland DH.18 de la Daimler Airway (en) percute un Farman F.60 de la Compagnie des grands express aériens, faisant sept morts. Plusieurs mesures sont prises à la suite de cet accident : équipement de radio obligatoire dans tous les avions de ligne, mise en place de couloirs aériens bien définis.

## Facteurs
Les principaux facteurs expliquant ces collisions sont humains (mauvaise communication, incompréhension entre le pilote et le contrôleur aérien ou entre les pilotes, erreur de navigation, baisse de vigilance, modification des plans de vol) et matériels (absence du Traffic Collision Avoidance System et du Airborne collision avoidance system (en), pannes). Bien que rares en raison de l'immensité de l'espace aérien, les collisions se révèlent plus fréquentes près ou dans les aéroports, en raison de la densité du trafic aérien.
Les causes peuvent être une erreur de pilotage (Collision aérienne de Villa Castelli) ou encore des erreurs du contrôle aérien, comme ce fut le cas pour l'accident aérien d'Überlingen.

## Conséquences
Les collisions en vol font partie des accidents aériens les plus dangereux en raison de la vitesses élevée et de l'altitude des aéronefs. Ces collisions entraînent une perte de contrôle temporaire ou permanente, conduisant le plus souvent à un atterrissage d'urgence ou à un crash.
Ainsi, les dix-sept abordages en vol survenus au-dessus du territoire français entre 1989 et 1999 ont fait au total 42 morts et 9 blessés. 27 appareils ont été détruits sur les 34 impliqués.

## Source
- (en) Cet article est partiellement ou en totalité issu de l’article de Wikipédia en anglais intitulé « Mid-air collision » (voir la liste des auteurs).